# St. Johannes der Täufer (Goßmannsdorf am Main)

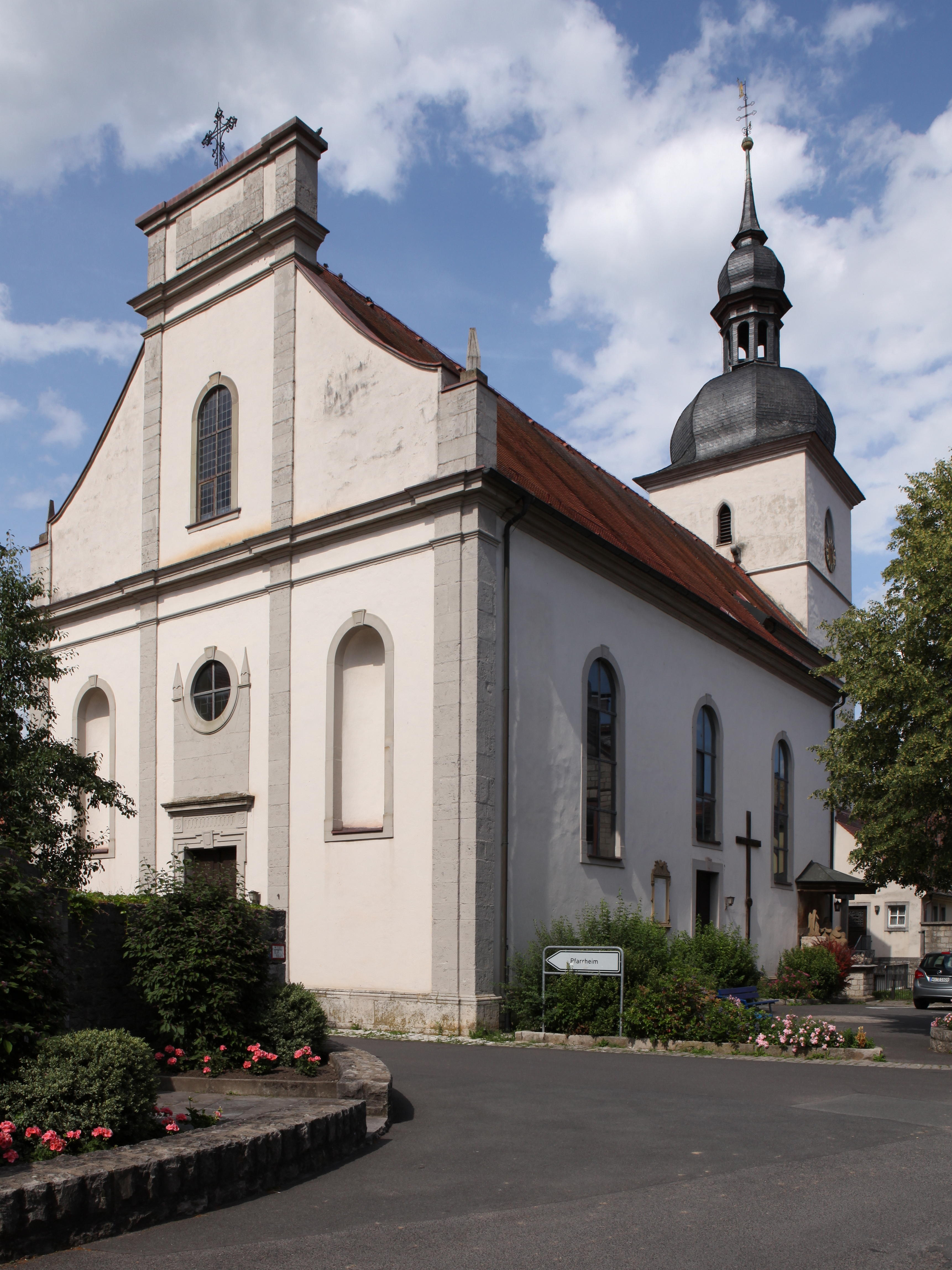
St. Johannes der Täufer (Goßmannsdorf am Main)

Die römisch-katholische Pfarrkirche St. Johannes der Täufer ist ein denkmalgeschütztes Kirchengebäude, das in Goßmannsdorf am Main steht, einem Gemeindeteil der Stadt Ochsenfurt im Landkreis Würzburg (Unterfranken, Bayern). Das Bauwerk ist unter der Denkmalnummer D-6-79-170-275 als Baudenkmal in der Bayerischen Denkmalliste eingetragen. Die Pfarrei gehört zur Pfarreiengemeinschaft Tückelhausen im Dekanat Ochsenfurt des Bistums Würzburg.

## Beschreibung
Die im Kern mittelalterliche Saalkirche wurde bis auf den Kirchturm 1796/97 erneuert. Sie besteht aus einem Langhaus, einem östlichen eingezogenen Chor und dem daran östlich verbliebenen Choranschlussturm, der im frühen 17. Jahrhundert um ein Geschoss für die Turmuhr und den Glockenstuhl, in dem vier Kirchenglocken hängen, aufgestockt und mit einer Welschen Haube bedeckt wurde. Die Fassade im Westen ist durch Lisenen in drei Bereiche gegliedert, im mittleren befindet sich das Portal, und mit einem Schweifgiebel bedeckt. Zur Kirchenausstattung gehört ein Hochaltar, den Johann Peter Wagner geschaffen hat.